# お笑い花月劇場
『お笑い花月劇場』（おわらいかげつげきじょう）は、1965年1月9日から1985年9月29日.  1986年4月5日から 10月11日まで朝日放送テレビ（ABC）で毎週土曜日(84年7月から日曜日)の午後に放送されていた、吉本新喜劇の喜劇舞台公演中継番組（コメディ番組）である。全941回。

## 概要
吉本新喜劇所属のタレントによって行われているコメディ劇のうち、なんば花月で公開録画されていた番組である。当初は14:40 - 15:30、その後14:00 - 14:54、13:00 - 13:54と移行し、末期は日曜日の13:45 - 14:30に放送されていた。1971年1月16日放送分からカラー化された。
吉本新喜劇の舞台中継というコンセプトは、毎日放送で放送されていた『花月爆笑劇場』と同じであるが、一方はうめだ花月での収録であり、出し物が重複することはなかった。
また、1975年から毎週日曜日にABCで放送されていたものは『日曜笑劇場』であり、本番組とは異なる。『日曜笑劇場』は吉本新喜劇の通常公演の舞台中継とは別に立ち上げられた、ABCと吉本興業によりテレビ番組用に企画されたシリーズ物のコメディ番組の公開収録である。
番組のオープニングは、『Somebody Stole My Gal』（作曲：レオ・ウッド）をBGMに、同局で放送されていた『てなもんや三度笠』と同じく、数枚の絵により全出演者・スタッフの紹介を行っていた（出演者については、その役柄に合わせた絵が表示された）。また、日曜日の午後に再放送されることがあり、その場合はオープニング曲が『ポップコーン』（作曲：ガーション・キングスレイ、Klaus Wunderlich演奏 1973年版）に差し替えられていた。
2022年3月26日からBSよしもとの「よしもとプレミアムアワー」で1984年2月上席以降の作品が再放送されている（オープニング映像や1986年4月以降の放送回に設けられたハガキコーナー等の映像はカットされ、新喜劇本編のみ放送）。

## 出演者
- 秋山たか志[1]
- 岡八郎[1]
- 間寛平[1]
- 木村進[1]
- 花紀京[1]
- 原哲男[5]
- 奥津由三[5]
- 河村節子[5]

## スタッフ
- 竹本浩三（脚本）[1]
- 檀上茂（脚本）[1]

## ネット局
ABCのエリアである近畿地方のほか、東海以西の西日本地域各局で放送されていたが、1970年1月10日から1971年3月27日までは、当時のキー局である関東地方のTBSでも放送されていた（開始当時の放送日時は、土曜15:30 - 16:30）。また、ネットチェンジ後はテレビ朝日でも1978年4月11日から同年9月26日まで放送された時期があった。
埼玉県では、テレビ埼玉で金曜昼 0:15-1:00にて放送されていた。
石川県では、フジテレビ系列の石川テレビで金曜 10:00 - 11:00にて放送されていた。また、一時期土曜午後に放送されたこともあるが、ABCと同時ネットだったわけではない。
静岡県では、静岡けんみんテレビにて土曜昼1:00-1:55にて放送された。
広島県、福岡県では、当初同じTBS系列局の中国放送、RKB毎日放送で放送されたが、ABCがTBS系列からNET系列へ移行したことに伴い、1975年4月以降はNET系列局の広島ホームテレビ、九州朝日放送で放送されるようになった。
愛媛県では、日本テレビ系列局の南海放送で金曜16:00-16:55→月曜23:30-24:25に異時ネットで放送された
沖縄県では、TBS系列局の琉球放送で放送された。